# Národní park Gargano
Národní park Gargano (italsky Parco nazionale del Gargano) je italský národní park na poloostrově Gargano, v jihovýchodní Itálii, v regionu Apulie. Park má rozlohu 1 181 km² a byl založen roku 1991. Rozkládá se na většině území poloostrova.
Poloostrov je tvořený vápencem, vnitrozemí je hornaté a zalesněné. Nejvyššími vrcholy jsou Monte Calvo (1 055 m) a Montenero (1 014 m). V oblasti jsou krasové útvary, jeskyně a lomy. Ve vyšších polohách rostou duby, javory a pinie. V nižších polohách především vinná réva a citrusovníky. Pobřeží tvoří jak útesy (různých tvarů, s mosty a samostatnými skalisky), tak přístupné písečné pláže (s letovisky). Nachází se zde i dvě větší pobřežní jezera Lago di Lesina a Lago di Varano. Významná jsou i menší historická města, např. Vieste nebo Peschici. Hlavní centrum turistického ruchu je právě ve Vieste.